# آبامکتین
آبامکتین(به انگلیسی: Abamectin) یک ترکیب شیمیایی است که به‌طور گسترده به عنوان حشره کش و کرم کش استفاده می‌شود. این ماده از استروپتومایسس بدست می‌آید و به نام آورکتین نیز شناخته می‌شود.